# Мгалоблишвили, Нодар Александрович
Нода́р Алекса́ндрович Мгалоблишви́ли (груз. ნოდარ ალექსანდრეს ძე მგალობლიშვილი; 15 июля 1931 года, Тифлис, Грузинская ССР — 26 марта 2019 года, Тбилиси, Грузия) — советский и грузинский актёр театра и кино. Народный артист Грузинской ССР (1979). Наиболее известен ролью графа Калиостро в фильме режиссёра Марка Захарова «Формула любви».

## Биография
Родился в Тифлисе; детство его было тяжёлым, семья жила бедно. Ещё труднее стало, когда заболел отец; пролежав полгода без сознания, 9 апреля 1950 года он скончался. В связи с этим Мгалоблишвили, мечтавший с детства о профессии актёра, окончив школу в том же году, принял решение поступать в Грузинский политехнический институт. Однако он не сдал экзамен по математике, поэтому подал документы на актёрский факультет Тбилисского театрального института. Учился у грузинских актёров и педагогов Акакия Хоравы и Акакия Васадзе.
По окончании в 1954 году института стал актёром Тбилисского академического театра имени Марджанишвили. Поначалу играл героев-любовников, но вскоре перешёл на характерные, преимущественно отрицательные роли, играл аферистов, злодеев, «воров в законе». Среди наиболее ярких театральных работ Мгалоблишвили: Актёр («На дне» М. Горького), Освальд («Привидения» Г. Ибсена, 1976), Хаки Адзба («Хаки Адзба» Л. Киачели, 1981), Яго («Отелло» У. Шекспира, 1982), Теймураз Хевистави («Обвал» М. Джавахишвили, 1984)
В кино Мгалоблишвили дебютировал в 1958 году. Он снимался в небольших эпизодах в фильмах грузинских режиссёров («Берега», 1977, режиссёров Григория Лордкипанидзе и Гизо Габескирия) и на «Мосфильме». В 1980 году сыграл роль второго плана в знаменитом советском детективе «Огарёва, 6». По-настоящему его заметили и оценили после телефильма Марка Захарова «Формула любви», где Мгалоблишвили сыграл графа Калиостро.
С 1986 по 2000 год Мгалоблишвили снимался редко. Среди фильмов этого периода «Капитан „Пилигрима“» Андрея Праченко, «Катала» Сергея Бодрова, «Серп и молот» Сергея Ливнева, «Magonia» голландского режиссёра Айнеке Смитс и другие.
В 2001 году Мгалоблишвили отказался от высокой правительственной награды Грузии — ордена Чести. На церемонию награждения не явился; присланный орден вернул обратно.
Вышедший в 2002 году сериал Дмитрия Светозарова «По имени Барон», в котором Мгалоблишвили сыграл главную роль — жестокого и циничного «крёстного отца» московской мафии, вновь оживил интерес к актёру. Сразу после успеха такого сериала появляются не менее известные роли: главарь вооружённых группировок афганцев в сериалах «Спецназ» и «Спецназ 2», а также роли второго плана в сериалах «Диверсант» и «Фаворский».
Поскольку по-русски Мгалоблишвили говорил с сильным акцентом, в кино его, как правило, озвучивали другие актёры: в «Формуле любви» роль графа Калиостро озвучивал Армен Джигарханян, а в сериалах «По имени Барон» и «Фаворский» главный герой говорит голосом Бориса Смолкина.
В августе 2007 года, по окончании съёмок в мистическом сериале «Секунда до…», Мгалоблишвили принял решение покинуть киноискусство, однако уже в 2007 году он был приглашён на главную роль в картину кинорежиссёра Андрея Бенкендорфа «Исповедь Дон Жуана» вместо заболевшего Армена Джигарханяна.
В 2011 году вышел сериал «Возмездие» с его участием. В том же году Мгалоблишвили принял участие в акциях оппозиции против Михаила Саакашвили и его партии, обойдя пешком множество сел и городов Грузии в восьмидесятилетнем возрасте.
Умер в Тбилиси 26 марта 2019 года в возрасте 87 лет после нескольких лет борьбы с раком желудка. Похоронен 30 марта на Новом пантеоне на горе Махата в столице Грузии.

## Личная жизнь
- Первая жена — экономист Циала Цомая. Сын — Александр. Внуки — Ираклий и Тейко.
- Вторая жена — журналист Нино Чхиквишвили.[4]

## Фильмография
- 1958 — Последний из Сабудара — сосед Гогиты в общежитии
- 1961 — Рассказ нищего — эпизод
- 1964 — Дети моря — Нодари
- 1966 — Дикий мёд — военный в блиндаже
- 1972 — Когда зацвёл миндаль — эпизод
- 1973 — Осеннее солнце
- 1973 — Горький урок — Важа
- 1977 — Берега (6 серия) — Чола Саганедзе (озвучивал Владимир Дружников)
- 1978 — Кентавры — Мигель
- 1980 — Огарёва, 6 — Ираклий Васильевич Налбандов (эпизод в больнице озвучен Евгением Герасимовым)
- 1980 — Хизаны Джако (на грузинском языке) — Теймураз Хевистави
- 1984 — Формула любви — граф Калиостро (озвучивал Армен Джигарханян)
- 1984 — Иванко и царь Поганин — Каркарон (озвучивал Евгений Паперный)
- 1985 — Противостояние — эпизод
- 1986 — Капитан «Пилигрима» — Негоро (озвучивал Армен Джигарханян)
- 1986 — Труженики моря — Клюбен
- 1987 — Бидзина — Бидзина
- 1989 — Катала — директор (озвучивал Владимир Сошальский)
- 1991 — Любовь на острове смерти — профессор Эрвин Бернер (озвучивал Владимир Сошальский)
- 1991 — Московские красавицы — Николай Александрович (озвучивал Сергей Сазонтьев)
- 1992 — Вопреки всему — Тимур Жвания (озвучивал Артём Карапетян)
- 1994 — Империя пиратов — король Испании (озвучивал Владимир Дружников)
- 1994 — Серп и молот — Амвросий Вахтангович Бакрадзе (озвучивал Армен Джигарханян)
- 1996 — Jami (Грузия)
- 1999 — Седьмое кольцо колдуньи — Агуил (озвучивал Армен Джигарханян)
- 2001 — Блюстители порока (серия «Издержки воображения») — Бакстер (озвучивал Игорь Ясулович)
- 2001 — Антимоз Ивериели — монах Григорий
- 2001 — Magonia (Нидерланды) — Абдул Абдурдуран
- 2001 — По имени Барон — Барон (озвучивал Борис Смолкин)
- 2002, 2003 — Спецназ — Бородатый (аллюзия на Бен Ладена) (озвучивал Иван Краско)
- 2004 — Диверсант — московский генерал (озвучивал Армен Джигарханян)
- 2004 — Чудеса в Решетове — Кощей Бессмертный, он же Константин Бессмертных (озвучивал Борис Химичев)
- 2005 — Похожий на себя (сериал, Азербайджан — Россия) — Пеши
- 2005 — Фаворский — Рудольф Фарикович Валленберг (озвучивал Борис Смолкин)
- 2007 — Секунда до… — Дьявол (озвучивал Борис Смолкин)
- 2008 — Исповедь Дон Жуана — Дон Жуан (озвучивал Игорь Ясулович)
- 2011 — Возмездие — Шандор Закарий, король цыган (озвучивал Борис Химичев)

## Признание и награды
- 1976 — Заслуженный артист Грузинской ССР
- 1979 — Народный артист Грузинской ССР
- 2001 — Орден Чести